# Microsoft Coffee

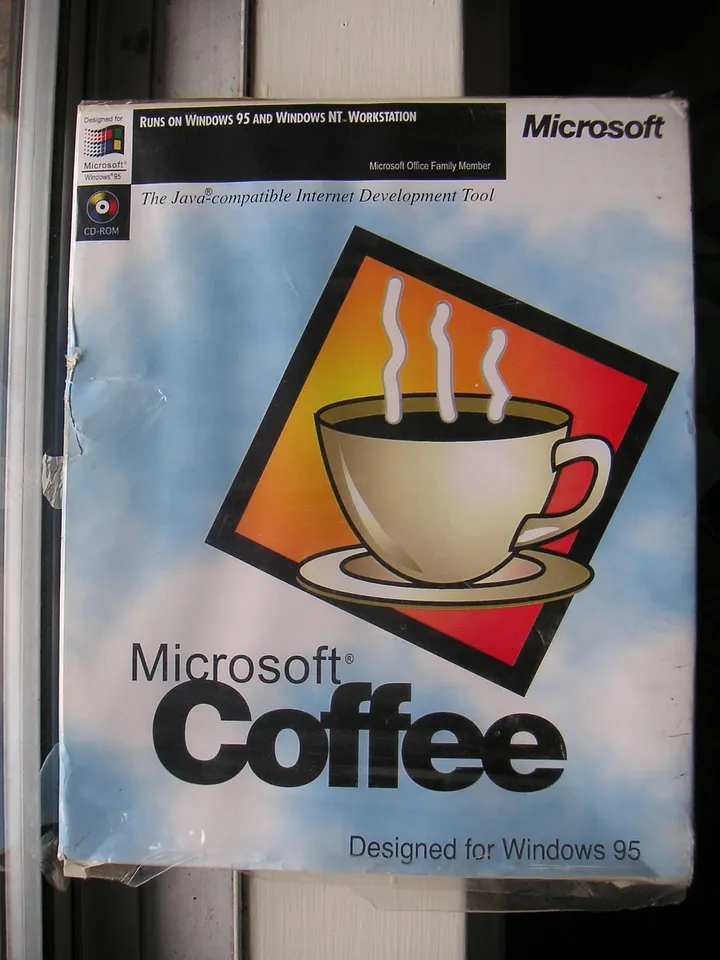
Uma suposta unidade da pegadinha de 1º de abril de 1996 realizada pela Microsoft.

Microsoft Coffee foi uma suposta pegadinha de 1º de abril de 1996 realizada pela Microsoft, onde alguns funcionários da Microsoft produziram centenas de unidades de caixas embaladas sobre impressões em plástico com o nome; "Microsoft Coffee" e às venderam em lojas por toda a região metropolitana de Seattle. Após este evento, as mídias locais de notícias e de tecnologia transmitiram notícias sobre o produto. Onde após as notícias, os assessores de impressa da Microsoft recolheram os produtos e negaram que a Microsoft tivessem realizado a pegadinha, e juntamente com isto, impuseram uma proibição de realizar pegadinhas físicas invés de aplicar as pegadinhas em mídias digitais produzidas pela Microsoft.
Supostamente na época, a Sun Microsystems tinha lançado recentemente a linguagem de programação Java. Onde o Microsoft Coffee decidiu se inspirar no logotipo original do Java e juntamente com isto gerar polêmica, já que daria à entender que a Microsoft copiaria outras empresas no ramo da tecnologia.

Onde supostamente após a produção e entrega dos produtos em lojas de Seattle, a equipe de funcionários que participavam na produção do produto enviaram um comunicado da imprensa da Microsoft por um Fax para emissoras sobre os benefícios do Microsoft Coffee, sendo ulteriormente enviado um segundo Fax que conseguiu atrair uma suposta equipe de reportagem para gravar uma reportagem das lojas EggHead e Puget Sound em Seattle.